# ChessCube
ChessCube é um website comercial dedicado à prática e a discussão sobre o enxadrismo totalmente desenvolvido em Adobe Flash.